# ガンダムヴァサーゴ
ガンダムヴァサーゴ (GUNDAM VIRSAGO)は、1996年に放送されたテレビアニメ『機動新世紀ガンダムX』に登場する架空の兵器。
作中の軍事勢力である新地球連邦軍の前身組織「政府再建委員会」が開発した人型兵器「モビルスーツ (MS) 」の1機種であり、アニメ本編における過去の大戦が終結したあとに新造された「ガンダムタイプ」の1機。両腕がビーム砲内蔵式のクローアームとして伸長する構造が特徴で、腹部に内蔵された高出力砲「メガソニック砲」による広域制圧能力も有する。劇中では、新連邦のエージェントであるフロスト兄弟の兄「シャギア・フロスト」が搭乗し、弟の「オルバ」が搭乗するガンダムアシュタロンとともに、主人公のガロード・ランたちフリーデンチームと敵対する。
本記事では改修機であるガンダムヴァサーゴ・チェストブレイク、バリエーション機についても併せて記述する。

## 機体解説
新連邦(連邦政府再建委員会)が極秘裏に開発した機体。同組織内では「ゴーストガンダム」の俗称でも呼ばれる。
ニュータイプ対応装備としてフラッシュシステムを組み込んでおり、ジェネレーターの出力が極めて高い特性を有する。背部には冷却用のラジエータープレートを装備している。機体の材質はルナチタニウム合金と推察されるも詳細不明、サテライトシステムなしでガンダムエックスの破壊力を発揮するMSとして開発されたと推察する資料もみられる。
ガンダムヴァサーゴは並のMSを遥かに上回る圧倒的な性能を持っており、戦後15年を経て既に人類のMS開発技術が戦前のテクノロジーまで回復したことを窺がわせるものである。アニメーション『機動新世紀ガンダムX』作中ではシャギア・フロストの乗機として登場し、かつてのガンダムタイプと交戦した。

### 武装
メガソニック砲
主力兵装として腹部に搭載された大口径メガ粒子砲で強力な火力を備える。サテライトシステムのような外部電源無しで凄まじい破壊力を生む新兵器であり、発射の際にはラジエータープレートを展開し、上下に展開・分割した腹部装甲の隙間から砲口を露出する。その異様な姿は口を開いた巨大な悪魔を連想させ、見る者に恐怖感を与える効果もある。ビーム収束率の任意調節が可能であり、拡散モードで広範囲に攻撃する事も可能。地上で発射する場合はストライククローを地面に固定し、反動を軽減し命中精度を高める。
ストライククロー
折り畳み式の延伸腕部と前腕に装備された特殊合金製の鉤爪ユニットによって構成される武装。鉤爪部分はMSの装甲を容易く切り裂く破壊力があり、メガソニック砲を発射する際、姿勢制御の為のアンカーとしても用いられる。延伸腕部の伸縮機構は、前作『新機動戦記ガンダムW』のシェンロンガンダム・アルトロンガンダムにも通じるものである。
クロービーム砲
アーム先端クローユニット中央基部に装備されたビーム砲。機能的には標準の域を出ないものだが、伸縮する腕部との併用による多角攻撃が本来の威力を何倍にも増幅させる。また、ビームを薙ぎ払うように照射する事も可能で、劇中ではガンダムレオパルドからのミサイル攻撃をまとめて撃墜した。
ビームサーベル
グリップのデザインはガンダムヴァサーゴ独自のデザインとなっており、ビーム刃も円柱状ではなく平刃状に展開する。普段は腰部背面に固定している。
サーベルの威力はガンダムXに譲るが、ガンダムヴァサーゴの優れた機動性により戦闘では互角以上の性能を発揮する。ストライククローとの併用により通常のビームサーベル以上の効果をもたらし、その予測不能の攻撃は通常のパイロットでは回避不可能とされている。
ストライクシューター
追加武装として用意された3連ビーム砲とクローを合わせた手持ち複合兵器。一対二挺をオプションとして装備可能であり、ストライククローと併用するほか、二基を合体させる事も可能。

### 備考
ヴァサーゴの名称はソロモンの72人の悪魔の内の1人である「ウァサゴ」に由来すると云われている。また劇中でのウィッツの台詞から「ゲテモノガンダム」とも俗称される。
前作『新機動戦記ガンダムW』に登場したガンダムエピオンとは、濃赤色と紺のカラーリング、頭部側面の耳状パーツ、腕部のクロー、背部の翼状パーツ等、デザインに共通点が多い。『スーパーロボット大戦』シリーズや『ガンダムVS.ガンダム』シリーズなどで『ガンダムW』のキャラクターにエピオンと間違われたり、逆に『ガンダムX』のキャラクターがエピオンをヴァサーゴと勘違いしたりする場面などが見られる。

## ガンダムヴァサーゴ・チェストブレイク
ガンダムヴァサーゴの強化改良機。特に胸部に重点を置いた改良がなされ、メガソニック砲の三連装化や、それに伴い背部にはエネルギー排熱・放出効率を高めた6基構成のラジエーターブレードが搭載されている。その火力は武装を内蔵したMSとしては最強とされ、MSとしては極限の破壊力を手に入れたといえる。この背部ウイングはサテライトシステムの使用時にはマイクロウェーブ受信用のリフレクターも兼ねるため、ガンダムダブルエックスの技術を流用したと推察する資料もみられる。。大幅に強化された内蔵火器やより高い機動性を発揮させる為、ジェネレーターはベース機よりも更に大出力の物に換装されている。格闘性能やストライククロー等の各武装も強化された。機体色は改修前同様に赤を基調としている。
各部のバーニアは宇宙用に改修され、改造前のガンダムヴァサーゴを凌駕する性能を発揮する。この2機のMSは、『機動新世紀ガンダムX』アニメーション作中においてともにフリーデンや宇宙革命軍のMS部隊と戦った。最終的には2機の役割分担によって運用されるサテライトランチャーを使用し連邦・革命軍双方の首脳の艦を消滅させ、その後更なる戦場の混沌を引き起こそうと目論むがダブルエックスのツインサテライトキャノンと相討つ結果となる。

### 武装（チェストブレイク）
ストライククロー
改修に伴い強化改良された。特殊合金を使用しており、敵MSの装甲を軽々と貫通する威力を持っている。インナーフレームの装甲を撤去し、姿勢制御スラスターの追加や伸縮機能の改良によってさらに自在な伸長が可能となり、攻撃範囲も大きく広がっている。トリプルメガソニック砲発射時は機体固定用アンカーとしても機能する。
クロービーム砲
ストライククローとともに出力の向上がなされている。ストライククローと併用した腕部を伸縮させての遠隔攻撃がその攻撃性能を更に倍増させる。アニメ第38話劇中では直接のビーム射撃に耐える重装甲のクラウダに対してストライククローで頭部を引き千切った後、内部にビームを撃ち込む攻撃も行っている。
ビームサーベル
改良前と同じ装備を継続して使用。同じ新連邦製の最新鋭高性能機ガンダムダブルエックスのハイパービームソードとも互角に戦える程の出力を誇る。
トリプルメガソニック砲
従来腹部に1基を装備していたメガソニック砲を新たに胸部最終装甲内に左右1基ずつを増設し、1基あたりの出力も大幅に増大している。計3基による一斉砲撃はサテライトキャノン並の出力を秘めている。匹敵しているのはあくまで出力であるが、腹部の大型の砲門で戦艦を一撃で撃沈可能な威力を持つ。。腹部を割り、胸部装甲を展開して巨大な光芒を放つその姿は、顔面を削ぎ落とされた悪魔の断末魔を思わせ、「チェストブレイク」の名もそこに由来する。機体が高温となるのを防ぐため、ジェネレーターごと露出する方式をとっている。
ストライクシューター
劇中ではガンダムヴァサーゴ時に1話限りの登場だったが、一部ゲームでは標準装備として改良機である本機にも継続して装備させている。